# Adolf Schmid
Pour les articles homonymes, voir Schmid.
Adolf Schmid, né le 1er janvier 1905 à Giengen an der Brenz et mort le 2 avril 1979, est un homme politique allemand (NSDAP).

## Biographie
Après avoir étudié à l'école primaire et le lycée, Schmid termine une formation commerciale.
En 1923, Schmid rejoint le NSDAP. En 1931, il devient rédacteur en chef du journal du parti badois du NSDAP, Der Führer, avant d'être rédacteur en chef de cet organe de mars à août 1933. En août 1933, il est nommé attaché de presse au bureau de propagande du Reich à Baden. En octobre 1934, il est promu chef de ce bureau et chef de la propagande du Gau Bade du NSDAP. Après la campagne de France en 1940, il est également nommé chef du département de l'éducation publique et de la propagande à la tête de l'administration civile en Alsace.
Le 12 décembre 1938 Schmid entre dans le processus de remplacement d'Albert Hackelsberger démissionnaire en tant que député du Reichstag, dans lequel il représente la 32e circonscription 32 (Bade) jusqu'à la fin du régime nazi au printemps 1945. Depuis 1930, il est également membre du conseil municipal de Baden-Baden .
Schmid écrit un article en 1978 pour le 900e anniversaire de la ville de Giengen.

## Travaux
- Bildbericht vom Kampf der badischen Nationalsozialisten von 1923 - 1933, hg. von Adolf Schmid Straßburg o. J. (1943 ?) beim Landesarchiv Baden-Württemberg
- Abschied von Glanz und Gloria, in: 900 Jahre Giengen an der Brenz, Giengen, 1978, S. 108–126